# Krysopras
Krysopras eller ældre: chrysopras (af græsk chrysos (= "guld") + prason (= "porre")) er et mineral som også anvendes til smykkesten. Den er en variant af kalcedon (som på sin side er en form af mikrokrystallinsk kvarts), der indeholder små mængder af nikkel. Den er normalt friskgrøn, men findes også i dybtgrønne varianter. Den betegnes som mikrokrystallinsk, og det betyder, at den er sammensat af krystaller, der er så små, at de ikke kan genkendes som adskilte partikler med det blotte øje. Dette gør den forskellig fra f.eks. bjergkrystal, ametyst, citrin og andre varianter af krystallinsk kvarts, der stort set er gennemsigtige og dannet som sekssidede krystaller. Blandt de andre typer af mikrokrystallinsk kvarts kan nævnes agat, karneol og onyx. Til forskel fra mange ugennemsigtige medlemmer af kvartsgruppen er det farven, som er det tiltalende hos krysopras og ikke striber eller mønstre. Krysopras dannes ved en vidtgående erodering af nikkelholdigt serpentin eller andre ofiolitiske bjergarter til laterit.
På grund af den relative sjældenhed og usædvanlige, grønne farve er krysopras en af de mest værdifulde kvartstyper. Eksemplarer i høj kvalitet prissættes som fin jade, som stenen ofte bliver forvekslet med. Slebet som cabochon (en glat, kuplet smykkesten med flad bund) er den eftertragtet som fin ametyst. Ligesom andre former for kvarts har krysopras en hårdhed på 6-7 på Mohs' hårdhedsskala og et muslet brud som hos flint.
Til forskel fra smaragd, der har sin smukke, grønne farve fra et kromindhold, skyldes krysoprasens farve ganske små mængder af nikkel, som er indbygget i stenens struktur. Dette nikkel skal efter sigende findes som små plader af det talkum-lignende mineral willemsit. De bedst kendte krysopraslejer findes i Queensland, Vestaustralien, Tyskland, Polen, Rusland, Arizona, Californien og Brasilien. I australske lejer findes krysopras som årer eller knuder sammen med brun goethit og andre jernoxider i en magnesiumrig saprolit, der ligger under en kappe af jern og silicium.

## Bibelsk omtale
Krysopras er den tiende ædelsten, der nævnes i Johannes' Åbenbaring 21:20 blandt de tolv slags, som skal danne gundsten for bymuren i det "Ny Jerusalem".

## Eksterne links
- Mindat.org
- Queensland government site Arkiveret 23. september 2006 hos  Wayback Machine